# Chloé Valentini
Chloé Valentini född Bouquet  den 19 april 1995 i  Morteau, är en fransk handbollsspelare. Hon spelar som vänstersexa. 

## Klubblagskarriär
Chloé Valentini började spela handboll i födelsestaden i klubben CA Morteau HB. 2011 bytte hon klubb till ES Besançon Feminine. Säsongen 2013-2014 blev hon uppflyttad till A-laget i ES Besançon. 2014 kvalificerade sig klubben till andraligan i Frankrike och året efter till förstaligan. 2017 skrev hon under sitt första proffskontrakt. Hon spelade sedan med klubben flera säsonger i de europeiska cuperna. Hösten 2021 bytte hon klubb till  Metz HB.

## Landslagskarriär
Valentini hade en kort karriär i ungdomslandslaget och spelade för Frankrike bara i U20-VM 2014. Valentini debuterade den 25 september 2019 i franska A-landslaget mot Turkiet. Hon representerade sedan Frankrike vid världsmästerskapet i handboll för damer 2019 men Frankrike misslyckades i det mästerskapet. 2020 i EM gick det bättre och hon vann en silvermedalj med Frankrike. Hon var också med och vann OS-guld i handboll vid Sommer-OS 2020 i Tokyo. Valentini stod för 16 mål i OS-turneringen. 2021 vid VM i Spanien blev det en ny silvermedalj då Frankrike förlorade finalen mot Norge. 
Vid VM 2023 blev hon uttagen i All Star Team.

## Utmärkelser
- Riddare av Hederslegionen,  8 september 2021[8]

[Redigera Wikidata]